# Premi Unión de Actores al millor actor protagonista de cinema
El Premi al millor actor protagonista en la seva secció de cinema lliurat per la Unión de Actores y Actrices reconeix la millor interpretació d'un actor protagonista dins d'una pel·lícula. Es ve lliurant des de 2002, ja que entre 1991 i 2001 es va lliurar un únic premi al millor interpretació protagonista, sense distingir entre masculina i femenina.

## Dècada de 2000
| Guanyador | Candidats                                          | |
| 2002      | 2002                                               | 2002 |
| --------- | -------------------------------------------------- | --- |
|           | Javier Bardem (1) per Santa Los lunes al sol       | - Javier Cámara per Benigno Martín a Hable con ella - Ernesto Alterio per Javier a El otro lado de la cama                                         |
| 2003      |                                                    | |
|           | Luis Tosar (1) per Antonio a Te doy mis ojos       | - Óscar Jaenada per Alfredo a Noviembre - Ernesto Alterio per Antonio a Días de fútbol                                                             |
| 2004      |                                                    | |
|           | Javier Bardem (2) per Ramón Sampedro a Mar adentro | - Eduard Fernández per Jorge a Cosas que hacen que la vida valga la pena - Gael García Bernal per Ángel / Juan / Zahara a La mala educación        |
| 2005      |                                                    | |
|           | Manuel Alexandre per Fred a Elsa y Fred            | - Javier Cámara por Mikel en Malas temporadas - Óscar Jaenada por Camarón de la Isla a Camarón                                                     |
| 2006      |                                                    | |
|           | Juan Diego per Santiago a Vete de mí               | - Daniel Brühl per Salvador Puig Antich a Salvador (Puig Antich) - Sergi López i Ayats per Vidal a El laberinto del fauno                          |
| 2007      |                                                    | |
|           | Alfredo Landa per Joaco a Luz de domingo           | - Javier Cámara per Cundo a La torre de Suso - Alberto San Juan per Benito Lacunza a Bajo las estrellas                                            |
| 2008      |                                                    | |
|           | Mariano Venancio per José a Camino                 | - Raúl Arévalo per Salvador a Los girasoles ciegos - Víctor Clavijo per Ale a Tres días - Juan Luis Galiardo per Don Friolera a Martes de Carnaval |
| 2009      |                                                    | |
|           | Luis Tosar (2) per Malamadre a Celda 211           | - Lluís Homar per Mateo Blanco / Harry Caine a Los abrazos rotos - Antonio de la Torre per Enrique a Gordos                                        |

## Dècada de 2010
| Guanyador | Candidats                                                          | |
| 2010      | 2010                                                               | 2010 |
| --------- | ------------------------------------------------------------------ | --- |
|           | Javier Bardem (3) per Uxbal a Biutiful                             | - Lluís Homar per Enrique Corgo a Pájaros de papel - Unax Ugalde per Daniel a Bon appétit                                                   |
| 2011      |                                                                    | |
|           | José Coronado per Santos Trinidad a No habrá paz para los malvados | - Ben Temple per Capità Harry/Sergent John Cluster a De mayor quiero ser soldado - Antonio Banderas per Robert Ledgard a La piel que habito |
| 2012      |                                                                    | |
|           | Antonio de la Torre (1) per Rafael a Grupo 7                       | - Daniel Giménez Cacho per Antonio Villalta a Blancaneu - Luis Tosar per Crisanto a Operación E                                             |
| 2013      |                                                                    | |
|           | Antonio de la Torre (2) per Carlos a Caníbal                       | - Andrés Gertrudix per El Hijo a 10.000 noches en ninguna parte - Álex González per Julián 'Alacrán' López a Alacrán enamorado              |
| 2014      |                                                                    | |
|           | Javier Gutiérrez (1) per Juan Robles a La isla mínima              | - Carlos Iglesias per Martín a 2 francos, 40 pesetas - Raúl Arévalo per Pedro Suárez a La isla mínima                                       |
| 2015      |                                                                    | |
|           | Pedro Casablanc per Luis Bárcenas a B, la pel·lícula               | - Asier Etxeandia per Novio a La novia - Ricardo Darín per Julián a Truman                                                                  |
| 2016      |                                                                    | |
|           | Luis Callejo per Curro a Tarde para la ira                         | - Álvaro Cervantes per Soldado Carlos a 1898, los últimos de Filipinas - Antonio de la Torre per José a Tarde para la ira                   |
| 2017      |                                                                    | |
|           | Javier Gutiérrez (2) per Álvaro a El autor                         | - David Verdaguer per Esteve a Estiu 1993 - Javier Bardem per Pablo Escobar a Loving Pablo                                                  |
| 2018      |                                                                    | |
|           | Antonio de la Torre (1) per Manuel López-Vidal a El reino          | - Javier Bardem per Paco a Todos lo saben - José Coronado per Jaime Jiménez a Tu hijo                                                       |